# Битка код Прохоровке
Битка код Прохоровке се одиграла 12. јула 1943. године и највећа тенковска битка у војној историји. То је била главна битка операције Цитадела, немачке офанзиве да окружи совјетске снаге у Курску, која је позната и под именом Битка код Курска, Великог отаџбинског рата.

## Позадина
У зиму 1942-43. године Немачка шеста армија је била изгубљена током битке за Стаљинград. Пошто су покренуте велике совјетске операције као што су операција Уран, операција Зимска олуја и операција Мали Сатурн угрожен је положај немачке групе армија Југ. Совјетске операције биле су успешне, и уништиле су велики део немачких снага. Ове операције довеле су до ослобађања Кавказа од немачке окупације по цени од 70.000 погинулих војника. Стаљин је наредио опкољавање Групе армија Југ до Ростова на Дону. Црвена армија је веома успешно напредовала, али немачки најбољи тактичар и ратни геније фелдмаршал Ерих фон Манштајн предузима контраофанзиву и долази до Треће битке за Харков. У Другој бици за Харков, мобилне немачке снаге стегле су крила совјетске војске и успешно их уништиле. Немачка победа је омогућила Вермахту и СС снагама да преузму Харков од совјетских јединица 14. марта 1943. године и одбаце их до северних делова реке Дона. У тим операцијама совјетске линије биле су истурене и створена је велика избочина у дужини од 150 километара. Немци су заробили око 9.000 совјетских војника а погинуло је око 23.000 по немачким извештајима а по совјетским и до 45.000 војника.
Немачке снаге су поново заузеле Белгород јужно од Курска, али су совјетске снаге успеле одржати Курск. Немачко напредовање изван Харкова убрзо је успорено а совјетски отпор почео је да јача. Нико није имао снаге да настави борбу па је избочина код Курска тако и настала. Хитлер је зато предлагао да се покрене масивна офанзива на Источном фронту како би се на избочини опколиле и уништиле велике совјетске снаге и преокренула ствар на фронту. Операција се звала Цитадела и укључивала је 900.000 немачких војника, 2.700 тенкова и преко 2.000 авиона. Сама битка је била жестока. Немци су толико били уверени у победу и надмоћност својих снага. Хитлер је у то време држао више дивизија него у време операције Барбароса. Совјетски маршал Георгиј Жуков знао је са каквим снагама има посла и каква опасност прети Совјетима ако се Немци не зауставе. Стаљин је у Жукова полагао највише поверења. У једном делу битке Немци су желели да изврше пробој и униште резерве. Тако је до ове највеће тенковске битке у историји ратовања и дошло. Та битка одлучила је исход и даље вођење операције Цитадела. Немци су изгубили главнину оклопа што ће битно пореметити равнотежу снага на Источном фронту у корист Црвене армије а не Немаца.

## Немачке тенковске јединице у бици
У бици код Прохоровке учествовала је главнина немачке Четврте тенковске армије. У операцији Цитадела за ову битку ангажована је била Група армија Југ у коју је полагано највише наде.
Ангажоване јединице су биле:
- 48. оклопни корпус
- 3. оклопна дивизија
- 11. оклопна дивизија
- оклопна дивизија Велика Немачка
- 2 СС оклопни корпус:
  - 1. СС оклопна дивизија Телесна гарда Адолфа Хитлера
  - 2. СС оклопна дивизија Рајх
  - 3. СС оклопна дивизија Мртвачка глава

Нису све јединице биле у бици. Учествовале су неке и чиниле главнину немачке Четврте тенковске армије тј. учествовале су три елитне СС дивизије које су предводиле оклопне нападе.
Немачке снаге су укључене из пре свега три Вафен-СС дивизије, од којих су неке већ претрпеле губитке током претходних дана. 1 СС дивизија оклопних гренадира Телесна гарда Алдофа Хитлера, 2 СС дивизија оклопних гренадира Рајх и 3 СС дивизија оклопних гренадира Мртвачка глава је почео офанзиву са 456 тенкова и 137 јуришних топова типа фердинанд укључујући и 35 тигар тенкова. То је било могуће јер је неколико бригада било ангажовано у борбама. 10. оклопна бригада је била изграђена 23. јуна 1943. године и снага јој је била око 45 тигар тенкова у саставу. Није било познато да ли је та јединица учествовала у борбама. Могуће је било да се та јединица придружила 2 СС дивизији и тако су на располагању имали око 70 тигар тенкова у свом саставу. Укупни број тенкова и јуришних топова на располагању од 11. јула је било око 400, укључујући и 70 тигар тенкова. Неки извори тврде да су Немци поседовали чак и од 500 до 700 тенкова. Према расположивим изворима 204 немачких тенкова је било доступно 11. јула свим СС дивизијама. 12. јула број тенкова за 1 Панцер гренадирску дивизију био је непознат, али снагу дају преостале две дивизије са 74 тенка на располагању.

## Тенковске јединице Црвене армије у бици
Црвена армија је у ову битку по наређењу генерала Жукова убацила резерве тј. Степску јединицу која је требало да се користи за позадинске борбе. Били су добро опремљени и наоружани а имали су и велики број тенкова а највише Т - 34.

## Битка челика
У рану зору 12. јула командант немачке Четврте тенковске армије Херман Хот је повукао све расположиве резерве, све исправне тенкове и наредио да се крене у жесток напад. Он радиограмом преноси своја размишљања Хитлеру: "Моји момци су пред Прохоровком, испред нас су њиве и совјетска позадина. Наредио сам да се крене у одлучан напад. Коначно смо опипали совјетску позадину, немају резерви." После неколико одлагања у чекању за нову опрему Немачка офанзива је покренута 5. јула 1943. године. У напад је кренула 4 оклопна армија генерала Хермана Хота предвођена СС Панзеркорпусом. Нападом на Прохоровку циљ је био да се пробије трећи совјетски одбрамбени појас. У овој крвавој борби учествовале су три елитне СС дивизије.
Хитлер се обрадовао и дао зелено светло за напредовање. Укупно је у напад кренуло 494 немачких тешких и средњих тенкова типа пантер и тигар, јуришни топови типа фердинанд а и други типови тенкова. Од тутњаве тенковских мотора и звекета гусеница тресла се земља. Заштиту „Челичној армади“ пружао је Осми ваздушни корпус. Црвена армија је у напад послала 600 тенкова Пете гардијске тенковске армије. Генерал Хот није могао да верује својим очима када је угледао велике резерве Црвене армије у пуном нападу, а и оклопне јединице које су јуришале преко њива. Све је било по наређењу фелдмаршала Манштајна. Циљ је био да се до крајњих граница форсира овај део фронта, довуку велике руске резерве, униште и затим изврши велики оклопно - механизовани продор и пробој линија које је држала Црвена армија. Бојно поље на коме су се Немци и Совјети сукобили било је широко осам километара, а исто толико је било и дугачко. Било је мање него поље на коме се одиграла битка код Ватеорлоа у Белгији 1815. године за време Наполеонових ратова.
Немачки тенкови су кренули у незаустављив јуриш по читавом сектору где је требало да се одигра битка. 2. СС корпус је концентрисао своје главне снаге на мањем узвишењу око 1,5 километара југозападно од Прохоровке. Граница између 1. СС и 2. СС дивизије била је железничка пруга, а између 1. СС и 3. СС дивизије река Псел. 3. СС дивизија се налазила на узвишењу са друге стране реке Псел. Одатле су моли успешно контролисати бојно поље. Осам сати тенкови и авиони су се борили без одступања јуришајући једни на друге. Напад је почела 1. СС дивизија са 60 тенкова, можда и више. Совјетска авијација је овде успела да сконцентрише мање авиона од Луфтвафе која је имала бројчану и временску предност у бици. Циљ Пете гардијске тенковске армије били су контра - напади, сасвим супротно од циља Четврте немачке тенковске армије. Каћуше и тешка артиљерија отварале су жестоку паљбу по немачким линијама, покушавајући да осујете и деморалишу немачке трупе али то није имало ефекта и напад није заустављен. Ураганска ватра тенкова са обе стране тутњала је осам часова.
Ваздушни и артиљеријски напади били су најжешћи у сектору 1. СС дивизије. Земља се тресла од експлозија. Немци су силовито јуришали тенковима напредујући без заустављања. Највише наде полагано је у тигар тенк и панцер. Тенкови су били нови, довучени одмах из фабрика. И до 200 тенкова је било у нападу без премца, чак и више. Напад је бито такав да иде неколико десетина тенкова а за њима ловци типа фердинад а затим панцер-гренадири. И Црвена армија није одустајала. У напад је кренула свом снагом у намери да се тенкови Немаца зауставе или униште и да продор буде спречен. Тенковски напад упркос огромној подршци коју су имале совјетске јединице, одбијен је без већих губитака. Главни разлог је био већи домет немачких тенковских топова. Степски пук је ангажовао своје јединице у овој борби. У овом нападу Немци нису претрпели скоро никакве озбиљне губитке, док је бригада руских тенкова била збрисана за мање од 15 минута. Такође пешадија на обе стране кренула је у јуриш. Настала је права грчевита борба за голи живот. Није се знало ко ће победити. Чули су се урлици, прасци митраљеза, пушака и бомби. Војници Црвене армије су убијали тенкисте, а било је и гушања и ударања кундацима са немачким војницима. У ваздуху Луфтвафе је извојевала одлучну победу захваљујући већем броју авиона и бољој тактици. Чак и у сектору 2 СС дивизије немачки тенкови успели су да одбију нападе совјетских тенкова. Руски тенкови су прво жестоко бомбардовани од стране 1. СС моторизованог артиљеријског пука, да би се накнадно укључили сви тенкови из дивизије "Рајх" и тотално онеспособили совјетски напад. Да би се осветли Совјети су у противнапад послали два пешадијска пука подржане од стране 50 тенкова из 18 тенковског пука, са циљем да се униште положаји 3. СС дивизије оклопних гренадира "Мртвачка Глава". Напад је одбијен од стране пука "Теодор Ајке" подржане јуришним топовима СтуГ III. Совјети су сконцентрисали главнину артиљерије на положаје 1. СС пука оклопних гренадира и напали га са око 40 тенкова типа Т - 34, подржаних са групацијама пешадије. Међутим СС - овци су и овај напад успешно одбили, али је зато била потребна интервенција пет ловаца тенкова типа Мардер III и бомбардера Луфтвафеа. 70 тенкова из 18 тенковског пука је покушало да изврши изненадни напад на немачки центар. Немачка војска је на копну трпела тешке губитке која није могла да надокнади.
Циљ, међутим није био остварен како су Немци желели. Желели су извршити продор, али су се касније морали повући. Губици Црвене армије су такође били велики и изузетно тешки. Умањени су чињеницом да су совјетски инжињерци извукли своје оштећене тенкове из борбе и попунили посаде. Немачка Четврта тенковска армија је своје оштећене тенкове оставила на бојишту. Али битка је и даље беснела. Код Старог Оскола на релативно малом простору се скоцентрисало преко хиљаду тенкова. Теоријски гледано совјетска војска је овде претрпела далеко веће губитке од немачких али је ипак успела да заустави снажан немачки напад. Црвена армија је успела да заустави уз тешке губитке напад главнине немачке Четврте тенковске армије. Четврта тенковска армија је овде била заустављена и није даље напредовала. Била је принуђена на повлачење. До 16. јула она је враћена на полазне положаје уз губитке која немачка команда није могла да надокнади. Совјети су успели да спрече продор Четврте тенковске армије, али уз велике губитке и наставе даље операције у бици код Курска. Немци су успешно уништили Пету гардијску тенковску армију импресивним противнападима, али су 16. јула били приморани да се повуку услед совјетске контраофанзиве код Белгорода и реке Мијус. Тако су изгубили малу иницијативу коју су добили у овој борби.

## Тенковско ратовање и сама битка
Други светски рат је био рат где је највише развијана тенковска технологија, нарочито на страни Хитлерове Немачке. Када је Адолф Хитлер схватио да Немачка војска не може постојати без реорганизације, војника, наоружања, ваздухопловства и морнарице, упркос потписаном Версајском мировном споразуму наредио је обнову војске из темеља. Немачка војска је до 1939. године почела да се наоружава запањујућом брзином што је примано са зебњом код Западних политичких представника. Хитлер није оклевао и започео је Други светски рат. Пала је Пољска, затим Холандија, Белгија, Луксембург, Југославија, Грчка, Норвешка, Француска... У неколико спектакуларних војних похода Хитлер је заузео велики део Европе, понизио Савезнике и доказао да је немачка армија непобедива. Тако и њене оклопне јединице. Тактика Блицкрига одлично је функционисала. Опколити оклопним снагама непријатеља, напасти их авионима и створити расуло у непријатељском реду.
Хитлер је 22. јуна 1941. године напао Совјетски Савез. Оклопне јединице чиниле су ударну песницу немачке армаде. Било их је преко 5552 тенка. Брзо су напредовали, опкољавали и уништавали слабо организоване јединице Црвене армије. Освојене су огромне територије али то је преоптеретило немачку војску. Како је време одмицало ратна срећа окренуће леђа Немцима и њиховим савезницима.
Немачки концепт ратовања био је сасвим другачији од Савезника. Увидевши велики значај тенкова, почели су да стварају оклопне бригаде и да их оспособљавају за ратна дејства, док су Савезници тенковима придавали мањи значај и нису схватали њихову тактичку предност за борбе. Тенкови су Немцима донели тоталну предност на самом бојишту и брзе победе иако су линије биле доста развучене услед продора оклопних снага.

## Последице по даљи ток операције Цитадела
Битка код Прохоровке била је највећа тенковска битка у историји ратовања. Учествовао је веома велики број тенкова и елитних јединица на обе стране.
Немачка Врховна команда и Вермахт желели су да са што јачим и добро наоружаним јединицама, а нарочито оклопним форсирају овај део фронта, како би намамили што већи број јединица и тенкова Црвене армије. Ангажовано је на стотине тешких и средње тешких тенкова и као ловаца тенкова. Четврта тенковска армија форсирана је до крајњих граница. Без обзира на бројне претрпљене губитке током летњих офанзива 1941. и 1942. године, Немци су успели да окупе велику ратну армаду за офанзиву код Курска! Немци су извршили успешне нападе, а нарочито противнападе што је изненадило Совјетску команду. Црвена армија је ангажовала јаче снаге тенкова што ће имати одлучујући фактор у самој бици код Прохоровке иако су имали велике губитке. Битка је била жестока и безобзирна и није било одступања на обе стране. Црвена армија је била боље организована тако да је већину лакше и теже оштећених тенкова повукла са фронта док Немци нису што је знатно ослабило Четврту тенковску армију која је у овој бици изгубила велику главнину оклопа. Немци су напали јер су желели да са што јачим снагама с леђа нападну Црвену армију, али Жуков коцкајући се убацује резерве и зато до ове битке и долази. Немачки најбољи тактичар и генерал Манјштајн желео је да Руси ратују и боре се њим како им он то одреди, трудио се да им до максимума форсира снаге, да још једном нападне Црвену армију али губитак Италије, Сицилије и великог продора Савезничких снага велике јединице Вермахта су повучене да поврате Италију и бране угрожене фронтове. То је Црвеној армији дало циљ и иницијативу која ју је водила до Берлина и коначне победе. Али да су Немци успели да поразе резерве пут до Курска био би им отворен, али то се ипак није догодило јер су морали да се повуку.